# 雨宮せつな
雨宮 せつな（あまみや せつな、1987年6月1日 - ）は、日本のAV女優。

## 略歴・人物
2005年にデビューしたロリ系のキカタン（企画単体）女優である。
SODクリエイトの『女子社員シリーズ』には「小林奈々（こばやし なな）」名義で出演。また「北川有紀（きたがわ ゆき）」名義でイメージDVDにも出演している。
2007年に「松本ルイ（まつもと るい）」名義で2作品に出演し、2008年からは「秋月まひる（あきつき まひる）」名義で活動している。

## 出演作品

### 「雨宮せつな（小林奈々、北川有紀）」名義

#### アダルトビデオ
2005年
- 美乳! 潮吹き! OLの性体験 7 （10月21日、日本メディアサプライ）
- 女子校生なまなま 7 （11月25日、シャイ企画）オムニバス作品 他出演:泉まりん、若葉ひな
- 民事裁判資料流出 宗教法人元幹部の犯罪 （12月26日、シャイ企画）オムニバス作品

2006年
- SOD 2006年仕事初め 一転! セクハラ満載!!お年玉争奪かな〜りHなお正月遊戯!! （1月4日、SODクリエイト）共演:柴山智美、辻葉子、北野怜、小山望、安藤奈津美、坂崎飛鳥、小池康子、塩田華子、永作涼子、大竹雅子、江尻麻子、河本みなみ、天野舞子、安芸彩奈 ※「小林奈々」名義
- 鮮度抜群 女子校生ザーメン中出し 2 （1月11日、エイチエス映像）
- あっ!? 時間が止まった! 完全版。（1月20日、おかず。）オムニバス作品 他出演:唐沢美樹、小峰由衣、楓、笠原ひとみ、二岡ゆり、百瀬彩、神山優希、白谷真由花、星原亜美、高島奈央
- 達磨アクメ 四 （2月4日、ベイビーエンターテイメント）オムニバス作品 他出演:小阪すみれ
- SOD女子社員 社内歓送迎会 今夜は無礼講! （2月16日、SODクリエイト）共演:河野未樹、佐々木りか、安藤奈津美、島村加奈子、姫崎亜美、梅野相子、秋本恭子、天宮遥 ※「小林奈々」名義
- おはズボッ! パンツ脱いでないのに… あ〜もう脇から入ってるぅ〜!! 失神寸前ギャル大続出スペシャル （3月11日（レンタル） / 2007年3月24日（セル）、アテナ映像）オムニバス作品 他出演:片那瞳、大石もえ、浅川アンナ、持田つぐみ、渡辺桃香
- 路上の少女撮り （3月21日、ルーミックス）
- 百合フレンズ 2 （4月12日、プールクラブ・エンタテインメント）共演:斉藤めぐみ
- Fairy Doll 30 （4月14日、明和プランニング）
- この娘と。act.02 制服純情女学生 「雨宮せつな」に挿れてみた （4月18日、無敵会）
- ツンデレたちに犯されたい…。（4月19日、ドグマ）共演:江口美貴、桃咲あい、早乙女みなき
- トイレ痴漢 （4月20日、ナチュラルハイ）オムニバス作品
- モザイク一切無し!! 丸見え全開!!! ぼくの子宮 せつな （4月28日、グリッターズフィルムズ）
- ロリ・ナンパすぺしゃる。7 原宿ロリっ娘ごめんね中出し編 （5月2日、GLAY'z）オムニバス作品 他出演:大塚ひな ほか
- 女子高生のオッパイとおマンコの食い込み （6月1日、ワンズファクトリー）
- セーラー服騎乗位 01 （6月2日、ブラックベイビー）オムニバス作品 他出演:蛯原美沙、あすかゆきえ、柚原まこと、かわいかのん、高嶋みく、千葉悠梨
- ショートカットの制服娘はいかが? （6月16日、TMA）オムニバス作品 他出演:山口まゆ、姫乃るり、若葉ひな
- HIGH SCHOOL FUCK （7月1日、アイデアポケット）オムニバス作品 他出演:葵えみり、天海遥、黒川まりあ
- 妹萌え日記 （7月13日、マルクス兄弟）
- 淫行娘流出映像 Vol.10 （7月21日、映天）
- 生出し女子校生 （7月28日、BAZOOKA）オムニバス作品 他出演:上村愛、長瀬あずさ、陽多まり、吉井ほのか ※レンタル作品
- ふらちな女子校生（7月28日、ロータス企画）
- 彼女のカノジョと*10 （8月5日、ゴーゴーズ）共演:観月若菜
- 僕の彼女はMなんです。VOL.2 （8月9日、中嶋興業）
- バイブの虜 21 （8月10日、プールクラブ・エンタテインメント）オムニバス作品 他出演:大石もえ、清原りょう、斉藤めぐみ
- 痴女 Age18 オトナを惑わす制服Gals （8月15日、ドリームチケット）オムニバス作品 他出演:持田茜、三上ゆほ
- 生中出し女子校生 4時間 （8月18日、BAZOOKA）オムニバス作品 他出演:陽多まり、吉井ほのか、上村愛、長瀬あずさ、山咲ちゆり、七瀬りか、若葉ひな、琴野まゆか、ともか ※『生出し女子校生』を収録
- たとえば義妹がいたとして… （9月15日、ドリームチケット）オムニバス作品 他出演:桜木えり、要愛子
- 女子校生×天然素材 （9月20日、NOVA）
- ハイソな女子校生 （9月29日、笠倉出版社）オムニバス作品 他出演:本田ナミ、森野まりな
- パイパンエンジェルDX 4 ハイパーデジタルモザイク （10月1日、MOODYZ）共演:愛乃ララ、泉まりん、若葉ひな
- ミス ソフト・オン・デマンド 社内美人コンテスト 3 （10月5日、SODクリエイト）共演:関彩香、山里千秋、綾菜美雪、安部麻子、桜田麻衣子、千田裕子、川端加奈美、佐倉香奈、星長亜希、天宮遥、篠田由紀、秋本恭子、落合美幸、村沢葵、杉村麻奈、平川美奈子、桜木由衣、宮村光、片岡沙織 ※「小林奈々」名義
- 美人女子大生レズサークル活動 （10月13日、東京音光）共演:夏樹えみ、水樹凛
- 騙し撮り5カメ美少女 5 （10月20日、映天）
- ハーレム女学園 魅惑のモテまくり学園生活編 （11月1日、MOODYZ）共演:田中梨子、早乙女みなき、泉まりん、名波ゆら、北崎未来、あいら、杉本蝶、川島千愛、夢乃加奈、蛯原みなみ、三上ゆほ、観月優、ON、羽純、元木ひなよ、新川舞美、七瀬まゆみ、佐藤りえ
- メガネっ娘 透け乳首 3（11月30日、笠倉出版社）共演:上原空、新川舞美、平原あいみ、高瀬まゆ
- SHORT CUT FETISH （11月30日、シャイ企画）共演:若葉ひな、二宮ありさ、大塚ひな、大塚咲、大谷玲奈
- ふたなりレズ 6 （12月20日、イマージュ）共演:水樹凛
- 電マ大戦 電マでシビれる女たち （12月22日、メディアアーツ）オムニバス作品 他出演:小林かすみ、SARINA、瀬名えみり、松永玲奈
- S-Cute ex 01 （12月22日、S-Cute）オムニバス作品 他出演:沢井真帆、楓アイル、小倉みなみ ※アダルトサイト『S-Cute 3rd No.84 SETSUNA（18歳）』を収録
- S-Cute ex 02 （12月22日、S-Cute）オムニバス作品 他出演:紗月結花、小倉みなみ、杏ちはや ※アダルトサイト『S-Cute 3rd No.73 SETSUNA（18歳）』を収録
- S-Cute ex 05 （12月22日、S-Cute）オムニバス作品 他出演:杏ちはや、七瀬くるみ、森本みう、小泉ニナ、松岡理穂、沢井真帆、紗月結花、楓アイル、小倉みなみ、若葉かおり、星野つぐみ、愛乃ララ、雪見ほのか、矢藤あき、陽菜、MIMI、美月遥、宮地奈々、松沢はな ※アダルトサイト『S-Cute Short No.086 SETSUNA（18歳）』を収録

2007年
- 少女絶叫監禁室 Part3 （1月26日、I.B.WORKS）オムニバス作品
- セクハラ教師 〜変態教師の羞恥教育〜 （3月21日、チャンネル・ヴィ）

#### DVDプレイヤーズゲーム
- 爆乳妻かすみさん （2005年10月21日、日本メディアサプライ）共演:増田ゆり子
- 真メイドバトル 4 DPG （2005年12月16日、日本メディアサプライ）共演:渡部唯

#### アダルトサイト
- S-Cute 3rd No.73 SETSUNA（18歳） （S-Cute）
- S-Cute 3rd No.79 SETSUNA（18歳） （S-Cute）
- S-Cute 3rd No.84 SETSUNA（18歳） （S-Cute）
- S-Cute 3rd No.89 SETSUNA（18歳） （S-Cute）
- S-Cute 4th No.06 SETSUNA（18歳） （S-Cute）
- S-Cute 4th No.29 SETSUNA（18歳） （S-Cute）
- S-Cute Short No.079 SETSUNA（18歳） （S-Cute）
- S-Cute Short No.086 SETSUNA（18歳） （S-Cute）
- S-Cute Short No.094 SETSUNA（18歳） （S-Cute）
- S-Cute Short No.096 SETSUNA（18歳） （S-Cute）
- S-Cute Short No.100 SETSUNA（18歳） （S-Cute）
- S-Cute Short No.108 SETSUNA（19歳） （S-Cute）

#### オリジナルビデオ
- 義母・義妹 （2006年3月17日、日本メディアサプライ）共演:立花瞳
- 秘女琴 「罠」 （2006年4月21日、コンマビジョン）共演:田中梨子

#### イメージDVD
- ニーソックスフェティシズム （2006年2月17日、日本メディアサプライ）オムニバス作品
- ユニエロ 〜中性的猥褻映像〜 （2006年2月22日、イーネット・フロンティア） ※「北川有紀」名義

#### デジタル写真集
- ロリータOL ナンパ斬り! （2006年4月6日、イースト・プレス）

### 「松本ルイ」名義

#### アダルトビデオ
2007年
- フリーマーケットでワタシを出品しちゃった♥ 逆ナン （7月5日、Hunter）共演:並樹ゆりあ
- 立花里子の巨根ロリータ敏感ボーイズコレクション （9月19日、CROSS）共演:立花里子、前田姫々、日向小春、間宮あひる

### 「秋月まひる」名義

#### アダルトビデオ
2008年
- EVER RE-TAKE （9月26日、TMA）共演:相崎琴音、赤西涼
- ケガDOLLS （11月22日、NIRVANA）オムニバス作品 他出演:鈴木杏里、山咲奈々美、亜佐倉みんと、伊藤青葉、坂本愛海、妃乃ひかり、赤西涼 ※AVグランプリ2009 バラエティー作品部門エントリー作品

2009年
- 実録!O城址公園 高校生のHな放課後盗撮 3 （1月25日、レッド）オムニバス作品 他出演:涼宮ラム、緋村由衣 ほか
- 元タレント告発!内部調査により発覚!! 子供劇団H幹部によるワイセツ演技指導 （1月25日、レッド）オムニバス作品 他出演:涼宮ラム、井川美保、葉月里彩 ほか
- エロい女のピストンマ○コとイヤラシい腰使い 2 絶頂限界ディルドゥオナニー （2月20日、映天）オムニバス作品 他出演:涼宮ラム、澤村めぐみ、宮崎あい、七瀬ゆうり
- JK・女子校生の放課後 おっぱい乳首いじり 1 （3月6日、映天）オムニバス作品 他出演:東条かれん、青木菜摘、工藤れいか、流ダイヤ、南しずか、涼宮ラム、愛菜りな、阿部らん、鈴木千里
- 突然パンチラで挑発されてこっそりシゴいちゃった僕。その2 （3月13日、アロマ企画）オムニバス作品 他出演:艶堂しほり、藤本麻美、稲森ケイト
- 素人ナンパ攻略法 血液型別SEX大研究!! （3月20日、Primo）オムニバス作品 他出演:イオリ、リナ、ジュン、ルリ、ユキ、ミサ、ナツミ、カナデ、北崎未来
- ハイスクール角オナニー 2 （3月25日、アロマ企画）オムニバス作品 他出演:飯島くらら、真崎寧々、河愛杏里、青山ひかる、宝生優果、牧野さら
- JKSP 見せつけオナニーしまくり120分 （4月1日、映天）オムニバス作品 他出演:工藤れいか、あすかみみ、東条かれん、美花ぬりぇ、沢北希望、ひなのりく、鈴木千里、涼宮ラム、青山ひかる、南しずか、流ダイヤ、青木菜摘、阿部らん、雨宮ゆん、渋谷あすか、MAKI、東野愛鈴、桃咲まなみ、姫咲まりあ
- JK・女子校生の放課後 センズリお手伝い フェラ編 1 （5月1日、映天）オムニバス作品 他出演:鈴木千里、涼宮ラム、南しずか、美花ぬりぇ、流ダイヤ、青木菜摘、あすかみみ、MAKI、阿部らん、東条かれん、星優乃、青山ひかる
- 全力で坂を疾走! バテてぐったりした素人アスリートを無理矢理気持ち良〜くしてタダマン! （5月7日、サディスティックヴィレッジ）共演:涼宮ラム、白川るり、二宮せりな、森元あすか、桜井エミリ、檸衣
- 格闘ゲームヒロイン カンフーガール フェイリン （5月8日、GIGA）
- 潜入ガールズバー!! モテギャルナンパ （5月15日、スターパラダイス）共演:二宮せりな
- 女子校生の太股とパンチラ 2 （5月25日、アロマ企画）オムニバス作品 他出演:さくら愛々、七咲楓花、美花ぬりぇ、西村アキホ、野中あんり、鈴木千里、河愛杏里、仲村ろみひ、桜庭彩、茅ヶ崎ありす、菜菜美ねい、牧野さら、相馬あすか、RUMI、宝生優果、宝部ゆき、芹澤かなえ、飯島くらら、河本愛
- JK・女子校生の放課後 顔騎（顔面騎乗）・尻コキ編 1 （6月5日、映天）オムニバス作品 他出演:星優乃、東条かれん、美花ぬりぇ、桃咲まなみ、鈴木千里、峰原ちの、流ダイヤ、あすかみみ、阿部らん
- 集団20人で2回連続ヌキする女たち （7月1日、V）共演:白川るり、涼宮ラム、桜庭彩、愛梨沙、夏芽涼、鈴木千里、緋村由衣、上原まみ、ミカ、伊吹ゆうな、響みりあ、つゆの優、北崎未来 ほか
- JK・女子校生の放課後 おっぱい乳首いじり 2 （7月3日、映天）オムニバス作品 他出演:美花ぬりぇ、ひなのりく、愛菜りな、あすかみみ、鈴香音色、成瀬心美、青山ひかる、石川みずき、雨宮ゆん、渋谷あすか、MAKI
- JK・女子校生の放課後 見せつけオナニー （9月4日、映天）オムニバス作品 他出演:成瀬心美、東条かれん、あすかみみ、赤西あずさ、MAKI、みづき伊織、工藤れいか、峰原ちの、石川みずき、流ダイヤ、涼宮ラム
- 尻フェチ塾 （10月1日、ABC）オムニバス作品 他出演:工藤れいか、東条かれん、美花ぬりぇ、流ダイヤ、阿部らん、青山ひかる、石川みずき、梨杏、涼宮ラム、鈴木千里、綾那優
- JK・女子校生の放課後 ディルドオナニー 2 （10月9日、映天）オムニバス作品 他出演:赤西あずさ、綾那優、鮎川みさと、工藤れいか、白浜ゆり、鈴木千里、東条かれん ほか
- ズボズボ！指入れオナニー 5 (10月16日 OFFICE K`S)オムニバス作品 他出演:涼宮ラム、工藤れいか、石川みずき、あすかみみ、秋月まひる、赤西あずさ
- JK・女子校生の放課後 スク水ッ娘に悪戯。（11月6日、映天）オムニバス作品 他出演:赤西あずさ、愛菜りな、石川みずき、工藤れいか ほか
- 可愛い娘極みのベロチュー （11月6日、映天）オムニバス作品 他出演:愛菜りな、青山ひかる、綾那優、石川みずき ほか